# Chris Smalling
Christopher Smalling, né le 22 novembre 1989 à Greenwich (Londres), est un footballeur international anglais qui évolue au poste de défenseur à Al-Fayha FC.

## Biographie

### Carrière en club
Formé au Millwall FC, Chris Smalling n'est pas retenu par ses éducateurs qui ne voient pas en lui un futur joueur professionnel. Il rejoint alors un modeste club de division régionale, le Maidstone United FC (en).
Lors de la saison 2007-2008, il fait ses premières apparitions en équipe première et attire tout de suite l'attention de clubs de Premier League, comme Middlesbrough ou Fulham[réf. nécessaire].

#### Fulham FC
En juin 2008, il rejoint donc le Fulham FC et fait ses débuts en Premier League un an plus tard contre Everton en entrant sur le terrain en cours de match.

#### Manchester United
En janvier 2010, il signe un pré-contrat avec Manchester United mais termine la saison dans le club londonien. L'espoir anglais choisit donc les Red Devils au grand dam d'Arsenal qui le convoitait également.
Le 8 juillet 2011, il prolonge son contrat avec le club mancunien pour cinq saisons supplémentaires, ce qui le lie désormais aux Red Devils jusqu'en juin 2016.
Le 12 février 2015, contre Burnley, il remplace Phil Jones au bout de 5 minutes de jeu et marque dans la foulée. Il trouve à nouveau le chemin des filets avant la mi-temps et devient le premier remplaçant de l'histoire de la Premier League à inscrire un doublé en première mi-temps (3-1). Performance d'autant plus impressionnante puisqu'il est défenseur central.

#### AS Rome
Le 30 août 2019, il est prêté à l'AS Rome,. Après un prêt concluant, il est transféré définitivement le 5 octobre 2020 dans le club romain, pour 15 millions d'euros.

### En sélection
Le 31 mars 2009, il joue son unique match en sélection anglaise des moins de 20 ans contre l'Italie (1-1), puis intègre la sélection espoirs le 11 août suivant contre les Pays-Bas (0-0). Le 18 octobre 2010, il inscrit son premier but en espoirs lors du match de barrages pour l'Euro espoirs 2011 face à la Roumanie, ce but marqué à la 83e minute permet à l'Angleterre de l'emporter 2-1 et de se qualifier pour la phase finale de la compétition.
En 2011, il fait partie des joueurs sélectionnés par Stuart Pearce pour participer à l'Euro espoirs. Les Anglais sont toutefois éliminés dès le premier tour en terminant troisièmes du groupe B.
Chris Smalling honore sa première sélection en A le 2 septembre 2011 lors du match comptant pour les éliminatoires de l'Euro 2012 face à la Bulgarie (victoire 0-3). À la suite de ses bonnes prestations en club, Fabio Capello lui maintient sa confiance mais le 11 mai 2012, le manager de Manchester United Alex Ferguson annonce que Smalling est forfait pour l'Euro 2012 à la suite d'une blessure aux adducteurs. le nouveau sélectionneur Roy Hodgson (qui fut son entraîneur à Fulham) le convoque pour faire partie de l'effectif anglais pour la Coupe du monde 2014 en Brésil. À la suite de l'échec des Anglais au premier tour, Hodgson installe Chris Smalling comme titulaire.
Le 16 mai 2016, il est convoqué en équipe d'Angleterre par le sélectionneur pour faire partie de l'effectif provisionnel de l'Euro 2016.

## Statistiques
| Saison                | Club                  | Championnat           | Championnat | Championnat | Championnat | Coupe nationale | Coupe nationale | Coupe nationale | Coupe de la Ligue | Coupe de la Ligue | Coupe de la Ligue | Supercoupe | Supercoupe | Supercoupe | Compétition(s) continentale(s) | Compétition(s) continentale(s) | Compétition(s) continentale(s) | Compétition(s) continentale(s) | Supercoupe UEFA | Supercoupe UEFA | Supercoupe UEFA | Angleterre | Angleterre | Angleterre | Total | Total | Total |
| Saison                | Club                  | Division              | M.          | B.          | P.d.        | M.              | B.              | P.d.            | M.                | B.                | P.d.              | M.         | B.         | P.d.       | Comp.                          | M.                             | B.                             | P.d.                           | M.              | B.              | P.d.            | M.         | B.         | P.d.       | M.    | B.    | P.d.  |
| 2008-2009             | Fulham FC             | PL                    | 1           | 0           | 0           | -               | -               | -               | -                 | -                 | -                 | -          | -          | -          | -                              | -                              | -                              | -                              | -               | -               | -               | -          | -          | -          | 1     | 0     | 0     |
| 2009-2010             | Fulham FC             | PL                    | 12          | 0           | 0           | 1               | 0               | 0               | 1                 | 0                 | 0                 | -          | -          | -          | C3                             | 4                              | 0                              | 0                              | -               | -               | -               | -          | -          | -          | 18    | 0     | 0     |
| Sous-total            | Sous-total            | Sous-total            | 13          | 0           | 0           | 1               | 0               | 0               | 1                 | 0                 | 0                 | -          | -          | -          | -                              | 4                              | 0                              | 0                              | -               | -               | -               | -          | -          | -          | 19    | 0     | 0     |
| 2010-2011             | Manchester United     | PL                    | 16          | 0           | 0           | 4               | 0               | 1               | 3                 | 1                 | 0                 | 1          | 0          | 0          | C1                             | 9                              | 0                              | 0                              | -               | -               | -               | -          | -          | -          | 33    | 1     | 1     |
| 2011-2012             | Manchester United     | PL                    | 19          | 1           | 0           | 2               | 0               | 0               | 1                 | 0                 | 0                 | 1          | 1          | 0          | C1+C3                          | 4+3                            | 0                              | 0                              | -               | -               | -               | 3          | 0          | 0          | 33    | 2     | 0     |
| 2012-2013             | Manchester United     | PL                    | 15          | 0           | 0           | 5               | 0               | 0               | 0                 | 0                 | 0                 | -          | -          | -          | C1                             | 2                              | 0                              | 0                              | -               | -               | -               | 3          | 0          | 0          | 25    | 0     | 0     |
| 2013-2014             | Manchester United     | PL                    | 25          | 1           | 0           | 1               | 0               | 0               | 4                 | 0                 | 0                 | 1          | 0          | 0          | C1                             | 7                              | 1                              | 0                              | -               | -               | -               | 7          | 0          | 0          | 45    | 2     | 0     |
| 2014-2015             | Manchester United     | PL                    | 25          | 4           | 0           | 4               | 0               | 0               | 0                 | 0                 | 0                 | -          | -          | -          | -                              | -                              | -                              | -                              | -               | -               | -               | 7          | 0          | 0          | 36    | 4     | 0     |
| 2015-2016             | Manchester United     | PL                    | 35          | 0           | 1           | 7               | 1               | 0               | 2                 | 0                 | 0                 | -          | -          | -          | C1+C3                          | 8+3                            | 1+0                            | 0                              | -               | -               | -               | 7          | 1          | 0          | 62    | 3     | 1     |
| 2016-2017             | Manchester United     | PL                    | 18          | 1           | 1           | 4               | 1               | 0               | 4                 | 0                 | 0                 | -          | -          | -          | C3                             | 10                             | 0                              | 1                              | -               | -               | -               | 4          | 0          | 0          | 40    | 2     | 2     |
| 2017-2018             | Manchester United     | PL                    | 29          | 4           | 0           | 5               | 0               | 0               | 3                 | 0                 | 0                 | -          | -          | -          | C1                             | 8                              | 0                              | 0                              | 1               | 0               | 0               | -          | -          | -          | 46    | 4     | 0     |
| 2018-2019             | Manchester United     | PL                    | 25          | 1           | 0           | 2               | 0               | 0               | 0                 | 0                 | 0                 | -          | -          | -          | C1                             | 8                              | 0                              | 0                              | -               | -               | -               | -          | -          | -          | 35    | 1     | 0     |
| Sous-total            | Sous-total            | Sous-total            | 207         | 12          | 2           | 34              | 2               | 1               | 17                | 1                 | 0                 | 3          | 1          | 0          | -                              | 62                             | 2                              | 1                              | 1               | 0               | 0               | 31         | 1          | 0          | 355   | 19    | 4     |
| 2019-2020             | AS Rome (prêt)        | Serie A               | 30          | 3           | 2           | 2               | 0               | 0               | -                 | -                 | -                 | -          | -          | -          | C3                             | 5                              | 0                              | 0                              | -               | -               | -               | -          | -          | -          | 37    | 3     | 2     |
| 2020-2021             | AS Rome               | Serie A               | 16          | 0           | 1           | 0               | 0               | 0               | -                 | -                 | -                 | -          | -          | -          | C3                             | 5                              | 0                              | 0                              | -               | -               | -               | -          | -          | -          | 21    | 0     | 1     |
| 2021-2022             | AS Rome               | Serie A               | 28          | 3           | 0           | 1               | 0               | 0               | -                 | -                 | -                 | -          | -          | -          | C4                             | 9                              | 1                              | 0                              | -               | -               | -               | -          | -          | -          | 38    | 4     | 0     |
| 2022-2023             | AS Rome               | Serie A               | 31          | 3           | 1           | 1               | 0               | 0               | -                 | -                 | -                 | -          | -          | -          | C3                             | 14                             | 0                              | 0                              | -               | -               | -               | -          | -          | -          | 46    | 3     | 1     |
| 2023-2024             | AS Rome               | Serie A               | 8           | 0           | 0           | -               | -               | -               | -                 | -                 | -                 | -          | -          | -          | C3                             | 4                              | 0                              | 0                              | -               | -               | -               | -          | -          | -          | 12    | 0     | 0     |
| Sous-total            | Sous-total            | Sous-total            | 113         | 9           | 4           | 4               | 0               | 0               | -                 | -                 | -                 | -          | -          | -          | -                              | 37                             | 1                              | 0                              | -               | -               | -               | -          | -          | -          | 154   | 10    | 4     |
| Total sur la carrière | Total sur la carrière | Total sur la carrière | 333         | 21          | 6           | 39              | 2               | 1               | 18                | 1                 | 0                 | 3          | 1          | 0          | -                              | 103                            | 3                              | 1                              | 1               | 0               | 0               | 31         | 1          | 0          | 528   | 29    | 8     |

## Palmarès

### Manchester United
- Vainqueur de la Ligue Europa en 2017
- Champion d'Angleterre en 2011 et en 2013
- Vainqueur de la Coupe d'Angleterre en 2016
- Vainqueur de la Coupe de la Ligue en 2017
- Vainqueur du Community Shield en 2010 et en 2011
- Finaliste de la Ligue des Champions en 2011
- Finaliste de la Supercoupe d'Europe en 2017

### AS Roma
- Vainqueur de la Ligue Europa Conférence en 2022
- Finaliste de la Ligue Europa en 2023

### EnÉquipe d'Angleterre
- 31 sélections et 1 but entre 2011 et 2017
- Participation à la Coupe du monde en 2014

### Distinctions individuelles
- Membre de l’équipe de la saison de la Ligue Europa Conférence en 2022
- MVP de la Finale de la Ligue Europa Conférence 2021-2022 face au Feyenoord Rotterdam
- Membre de l'équipe de la saison de la Ligue Europa 2022-23.